# Nuoto ai campionati europei di nuoto 2022 - 100 metri dorso maschili
La gara dei 100 metri dorso maschili dei campionati europei di nuoto 2020 si è svolta il 16 e 17 agosto 2022 presso il complesso natatorio del Foro Italico, a Roma.

## Podio
| Pos"    | Atleta             | Nazione    |
| ------- | ------------------ | ---------- |
| Oro     | Thomas Ceccon      | Italia     |
| Argento | Apostolos Christou | Grecia     |
| Bronzo  | João Costa         | Portogallo |

## Record
Prima della manifestazione il record del mondo (RM), il record europeo (EU) e il record dei campionati (RC) erano i seguenti"
|  | 51"60 | Thomas Ceccon   | 20 giugno 2022 Budapest |
|  | 51"60 | Thomas Ceccon   | 20 giugno 2022 Budapest |
|  | 52"11 | Camille Lacourt | 10 agosto 2010 Budapest |

Durante la competizione non sono stati migliorati record"

## Risultati

### Batterie
Le batterie si sono svolte il 6 agosto alle 09:30 (UTC+1)"
| Pos" | Batteria | Corsia      | Atleta                 | Nazionalità | Tempo   | Note |
| ---- | -------- | ----------- | ---------------------- | ----------- | ------- | ---- |
| 1    | 5        | 4           | Thomas Ceccon          | Italia      | 53"71   | Q    |
| 2    | 4        | 4           | Apostolos Christou     | Grecia      | 53"78   | Q    |
| 3    | 4        | 3           | João Costa             | Portogallo  | 53"87   | Q,   |
| 4    | 5        | 3           | Roman Mityukov         | Svizzera    | 54"01   | Q    |
| 5    | 5        | 5           | Ksawery Masiuk         | Polonia     | 54"04   | Q    |
| 6    | 3        | 2           | Michele Lamberti       | Italia      | 54"37   | Q    |
| 7    | 3        | 1           | Lorenzo Mora           | Italia      | 54"41   |      |
| 8    | 3        | 8           | Jonathon Adam          | Regno Unito | 54"43   | Q    |
| 9    | 4        | 6           | Kacper Stokowski       | Polonia     | 54"44   | Q    |
| 10   | 3        | 4           | Yohann Ndoye-Brouard   | Francia     | 54"49   | Q    |
| 11   | 4        | 7           | Tomas Franta           | Rep. Ceca   | 54"52   | Q    |
| 12   | 3        | 3           | Ole Braunschweig       | Germania    | 54"53   | Q    |
| 13   | 4        | 1           | Jonathon Marshall      | Regno Unito | 54"57   | Q    |
| 14   | 5        | 7           | Benedek Kovács         | Ungheria    | 54"67   | Q    |
| 15   | 5        | 1           | Matteo Restivo         | Italia      | 54"69   |      |
| 16   | 4        | 5           | Mewen Tomac            | Francia     | 55"33   | Q    |
| 17   | 2        | 5           | Markus Lie             | Norvegia    | 55"34   | Q    |
| 18   | 5        | 6           | Oleksandr Zheltyakov   | Ucraina     | 55"49   | WD   |
| 19   | 3        | 0           | Nicolás García         | Spagna      | 55"57   | Q    |
| 20   | 2        | 8           | Theodoros Andreopoulos | Grecia      | 55"63   |      |
| 21   | 2        | 3           | Kaloyan Levterov       | Bulgaria    | 55"65   |      |
| 21   | 5        | 8           | Brodie Williams        | Regno Unito | 55"65   |      |
| 23   | 1        | 4           | Andrei Anghel          | Romania     | 55"67   |      |
| 23   | 4        | 0           | Antoine Herlem         | Francia     | 55"67   |      |
| 25   | 5        | 2           | Evangelos Makrygiannis | Grecia      | 55"77   |      |
| 26   | 3        | 7           | Francisco Santos       | Portogallo  | 55"81   |      |
| 27   | 2        | 1           | David Gerchik          | Israele     | 55"87   |      |
| 28   | 2        | 6           | Diego Mira             | Spagna      | 55"94   |      |
| 29   | 5        | 0           | Sebastian Somerset     | Regno Unito | 55"98   |      |
| 30   | 2        | 4           | Tomasz Polewka         | Polonia     | 56"13   |      |
| 31   | 3        | 9           | Erikas Grigaitis       | Lituania    | 56"17   |      |
| 32   | 2        | 9           | Nils Liess             | Svizzera    | 56"24   |      |
| 33   | 3        | 6           | Jan Čejka              | Rep. Ceca   | 56"38   |      |
| 34   | 5        | 9           | Inbar Danziger         | Israele     | 56"40   |      |
| 35   | 3        | 5           | Michael Leytrovskiy    | Israele     | 56"70   |      |
| 36   | 4        | 8           | Adam Maraana           | Israele     | 56"95   |      |
| 37   | 2        | 0           | Max Mannes             | Lussemburgo | 57"21   |      |
| 38   | 2        | 2           | Paweł Franke           | Polonia     | 57"50   |      |
| 39   | 4        | 9           | Armin Evert Lelle      | Estonia     | 57"54   |      |
| 40   | 1        | 3           | Dylan Cachia           | Malta       | 1:00"08 |      |
| 41   | 1        | 7           | Martin Muja            | Kosovo      | 1:00"90 |      |
| 42   | 1        | 6           | Ared Ruci              | Albania     | 1:05"68 |      |
| 43   | 1        | 2           | Kevin Shkurti          | Albania     | 1:07"16 |      |
|      | 1        | 5           | Primož Šenica Pavletič | Slovenia    | dns     | dns  |
| 2    | 7        | Sašo Boškan | Slovenia               |             | dns     | dns  |
| 4    | 2        | Shane Ryan  | Irlanda                |             | dns     | dns  |

### Semifinali
Le semifinali si sono svolte il 16 agosto alle ore 19:52"
| Pos" | Batteria | Corsia | Atleta               | Nazionalità | Tempo | Note |
| ---- | -------- | ------ | -------------------- | ----------- | ----- | ---- |
| 1    | 2        | 2      | Yohann Ndoye-Brouard | Francia     | 52"97 | Q    |
| 2    | 1        | 4      | Apostolos Christou   | Grecia      | 53"20 | Q    |
| 3    | 2        | 4      | Thomas Ceccon        | Italia      | 53"48 | Q    |
| 4    | 2        | 3      | Ksawery Masiuk       | Polonia     | 53"71 | q    |
| 5    | 1        | 5      | Roman Mityukov       | Svizzera    | 53"75 | Q,   |
| 6    | 1        | 1      | Mewen Tomac          | Francia     | 53"89 | q    |
| 7    | 2        | 5      | João Costa           | Portogallo  | 53"90 | q    |
| 8    | 2        | 7      | Ole Braunschweig     | Germania    | 54"05 | q    |
| 9    | 1        | 6      | Kacper Stokowski     | Polonia     | 54"18 |      |
| 10   | 1        | 2      | Tomas Franta         | Rep. Ceca   | 54"27 |      |
| 11   | 1        | 7      | Jonathon Marshall    | Regno Unito | 54"43 |      |
| 12   | 2        | 1      | Benedek Kovács       | Ungheria    | 54"47 |      |
| 13   | 1        | 3      | Michele Lamberti     | Italia      | 54"56 |      |
| 14   | 2        | 6      | Jonathon Adam        | Regno Unito | 54"76 |      |
| 15   | 2        | 8      | Markus Lie           | Norvegia    | 54"91 |      |
| 16   | 1        | 8      | Nicolás García       | Spagna      | 55"52 |      |

### Finale
La finale si è svolta il 17 agosto alle ore 18:10"
| Pos"    | Corsia | Atleta               | Nazionalità | Tempo | Note             |
| ------- | ------ | -------------------- | ----------- | ----- | ---------------- |
| Oro     | 3      | Thomas Ceccon        | Italia      | 52"21 |                  |
| Argento | 5      | Apostolos Christou   | Grecia      | 52"24 |                  |
| Bronzo  | 4      | Yohann Ndoye-Brouard | Francia     | 52"92 |                  |
| 4       | 2      | Roman Mityukov       | Svizzera    | 53"55 | Record nazionale |
| 5       | 1      | João Costa           | Portogallo  | 54"01 |                  |
| 6       | 6      | Ksawery Masiuk       | Polonia     | 54"05 |                  |
| 7       | 8      | Ole Braunschweig     | Germania    | 54"25 |                  |
| 8       | 7      | Mewen Tomac          | Francia     | 54"79 |                  |